# 松陰塾
松陰塾（しょういんじゅく）は、福岡市に本部を置く小学生、中学生を対象とした学習塾である。運営は株式会社ショウインがおこなっている。

## コンセプト
吉田松陰が生涯を通して貫いた「志」「至誠」「実行」の教え「松下村塾」をコンセプトに吉田松陰の教えを継承し、現代に蘇る「松下村塾」として教育事業に取り組んでいる。

## 沿革
- 1980年 - 個別指導学習塾として創業
- 1984年 - 有限会社として法人化
- 1993年 - OEMパソコン学習システムを導入
- 1997年 - 自社学習システム(教室サーバー型)の開発を開始
- 1999年 - 自社学習システムの提供を開始
- 2001年 - ネット教材「ショウイン」の配信を開始
- 2006年12月- 商号を株式会社ショウインに改める
- 2008年3月 -「ショウイン認定校」事業を開始
- 2008年12月 - 千趣会ゼネラルサービス(株)と提携。ネット学習塾「ショウイン」の販売を開始
- 2010年4月 - 本社を博多リバレインへ移転
- 2010年7月 - 漢熟検®認定ネット教材「文字蔵くん」の配信を開始
- 2011年3月 - 旺文社と提携。ネット教材「旺文社 英検®ネットドリル」配信を開始
- 2011年3月 - 横浜ベイスターズと提携。ネット学習塾「ＹＢShowin」を開始(2013/2終了)
- 2011年12月 - ネット学習塾「ＩＧＣショウイン（塾長 池谷幸雄）」を開始
- 2011年12月 - ネット学習塾「シコアスタディ（塾長 貴乃花親方）」を開始
- 2012年6月 - 入退室・安心メールシステム「アンドメール」の運用を開始
- 2012年7月 - 公益社団法人日本空手協会と提携。ネット教材の提供を開始
- 2012年8月 - 一般社団法人日本語力検定協会と提携。「文字蔵くん」を公式教材に
- 2013年10月 - iPad版「ショウイン学習システム」の運用を開始
- 2014年2月 -「GIQ®子ども能力遺伝子検査」の販売を開始
- 2014年4月 - 芸能カリキュラム付きネット塾「ジュニアスター学園」を開始
- 2014年5月 - みやぎ生協と提携。ネット学習塾「こ～ぷホームスタディ」を開始
- 2015年4月 - みやぎ生協「こ～ぷ松陰塾」を開校
- 2015年11月 - 月謝一括回収サービス「e海舟」提供開始（ペーパーレスの口座振替）
- 2015年12月 - コープこうべと提携オンライン学習塾「ネット松陰塾」の販売を開始
- 2016年6月 - コープこうべ「コープ松陰塾」を開校
- 2017年12月18日 - 松陰神社境内に「自立学習の祖」を刻銘した顕彰碑を建立[2]
- 2018年7月 - 子ども向けプログラミングスクール「F@IT Kids Club（ファイトキッズクラブ）」を富士通ラーニングメディア様と業務提携し、7月に福岡市で開校しました
- 2018年12月18日 - 松下村塾横の学びの道（北参道）に吉田松陰の言葉を載せた句碑25基を建立
- 2019年1月 - 次世代版学習システム「AI-Showin」の開発を開始
- 2019年4月 - 松陰神社へ神輿をご奉納（吉田松陰先生殉節160年にして、その御魂が初めて松陰神社を出て、萩往還（旧街道）を通り涙松（萩の街が最後に見渡せる峠）まで神輿で担がれて行く神幸祭が開催された）
- 2019年8月 -吉田松陰殉節160年を記念し、高校生が自転車などで毎年の夏休み6年間をかけて北米大陸を横断する「 team 志 Project 」を開始
- 2019年11月 - 吉田松陰の言葉を載せた句碑(25基)からなる『学びの道(萩・松陰神社-北参道)』がSDA Award2019地区デザイン賞に選出
- 2020年2月 - 自宅で塾の指導が受けられるショウイン式「テレ・スタディ」を開始
- 2020年3月 - 家庭学習用として塾生にiPadの無料レンタルを開始
- 2020年4月 - AI(人工知能)ナビゲーションを採用した自立学習教材「AI-Showinシステム」の運用を開始
- 2020年10月 - 松陰塾®公式YouTubeチャンネルがスタート
- 2020年11月 - 松陰塾®公式LINEアカウントの運用を開始
- 2023年8月-本社を福岡市中央区大名2丁目6-50大名ガーデンシティ9Fへ移転。
- 2024年 11月-文部科学省より学校法人の認可を受け、広域通信制「萩明倫館高等学校（山口県萩市）」を設立。 萩明倫館高等学校のサポート校「Showin高等学院」開設。

## 教育方針
- 子どもが自ら学ぶ自立学習支援
- 社会に貢献できる人間の育成

## 教育方法
- ショウイン式

松陰塾の創業者、田中正徳が提唱した学習スタイル。個別指導塾創業1980年の経験から、伸びる子を育てるために辿り着いた『わかるの3大法則』とは「わかるところから始める、わかるまで繰り返す、わかるまで進まない」学習方法。これを最適なプログラムに仕上げた学習法がショウイン式。
生徒が「理解する→書いて覚える→考える→答えを導き出す」を基礎理念としている。
- Showinシステム

「ショウイン式」を徹底するために、松陰塾が20年以上の歳月をかけて製作した教材。
本教材は、株式会社ショウインが1997年より自社開発しているeラーニング教材。
文部科学省学習指導要領に準拠し、小学1年生から中学3年生まで5教科、12万問題以上を誇る国内最大級のデータ量を誇る松陰塾は創業者、田中正徳がプロデュース。